# Vasine Laze
Vasine Laze es una localidad de Croacia en el ejido de la ciudad de Požega, condado de Požega-Eslavonia.

## Geografía
Se encuentra a una altitud de 345 m s. n. m. a 179 km de la capital nacional, Zagreb.

## Demografía
En el censo 2011 el total de población de la localidad fue de 29 habitantes.
| Gráfica de población de Vasine Laze 1857-2011                       |
|                                                                     |
| Según los censos de población de la oficina estadística de Croacia. |